# 1514 în literatură
- 1513 în literatură — 1514 în literatură — 1515 în literatură

Anul 1514 în literatură a implicat o serie de evenimente semnificative. 

## Eseuri
- Saxo Grammaticus (c. 1150-1220) - Gesta Danorum (tipărit de Jodocus Badius).

- Guillaume Budé - Libri V de Asse et partibus ejus (sau De asse)

## Decese
- Bernardo Rucellai, scriitor, umanist și diplomat din Florența (n. 1448).

Format:1514